# Wilhelm von Wölfel
Wilhelm Albrecht Edler von Wölfel (* 3. März 1913 in Böhmisch Leipa, Österreich-Ungarn; † 29. Juni 2011 in Weimar) war ein deutscher Bauingenieur und Hochschullehrer.

## Leben und Wirken
Von 1931 bis 1937 studierte Wölfel an der Deutschen Technischen Hochschule Prag Bauingenieurwesen und wirkte danach als Statiker und Bauleiter für Baufirmen in Prag und Preßburg. Anschließend diente er von 1939 bis 1945 in der deutschen Wehrmacht in Frankreich und der UdSSR. Im Sommer 1945 ließ sich Wölfel in Eisenach als Bauingenieur und Bauleiter nieder und war fünf Jahre später als Sonderbauleiter für den Wiederaufbau der von einer Unwetterkatastrophe heimgesuchten Ortschaft Bruchstedt zuständig. Wölfel trug von 1950 bis 1954 die Generalverantwortung für die Errichtung von Eisenhüttenstadt und des Eisenhüttenkombinats Ost (EKO).
1954 Mitbegründer und Technischer Direktor der VEB Talsperrenbau und Wasserkraftanlagen Weimar, heute Umwelttechnik & Wasserbau. In dieser Funktion hat Wölfel einen hohen Anteil an der Entwicklung des Talsperrenbaus in der DDR: Rappbode-Talsperre, Talsperre Pöhl, Hochwasserrückhaltebecken Straußfurt und Pumpspeicherwerk Hohenwarte II. 1959 wurde Wölfel mit einer Dissertation über neuartige bituminöse Außenhautabdichtung für Steindämme von der Hochschule für Architektur und Bauwesen Weimar (HAB Weimar) zum Dr.-Ing. promoviert und daselbst zum Professor mit Lehrauftrag für Wasser- und Grundbau berufen. Als Inhaber des Lehrstuhls für Wasserbau und Wasserwirtschaft der HAB Weimar entfaltete Wölfel von 1959 bis 1978 eine umfangreiche Lehr- und Forschungstätigkeit auf den genannten Gebieten. So rief er 1964 mit dem in Weimar ansässigen Spezialbaubetrieb die wissenschaftliche Fachtagung über Talsperrenbau ins Leben, die alsbald europaweit Ansehen gewann und die Wölfel bis 1989 begleitete.

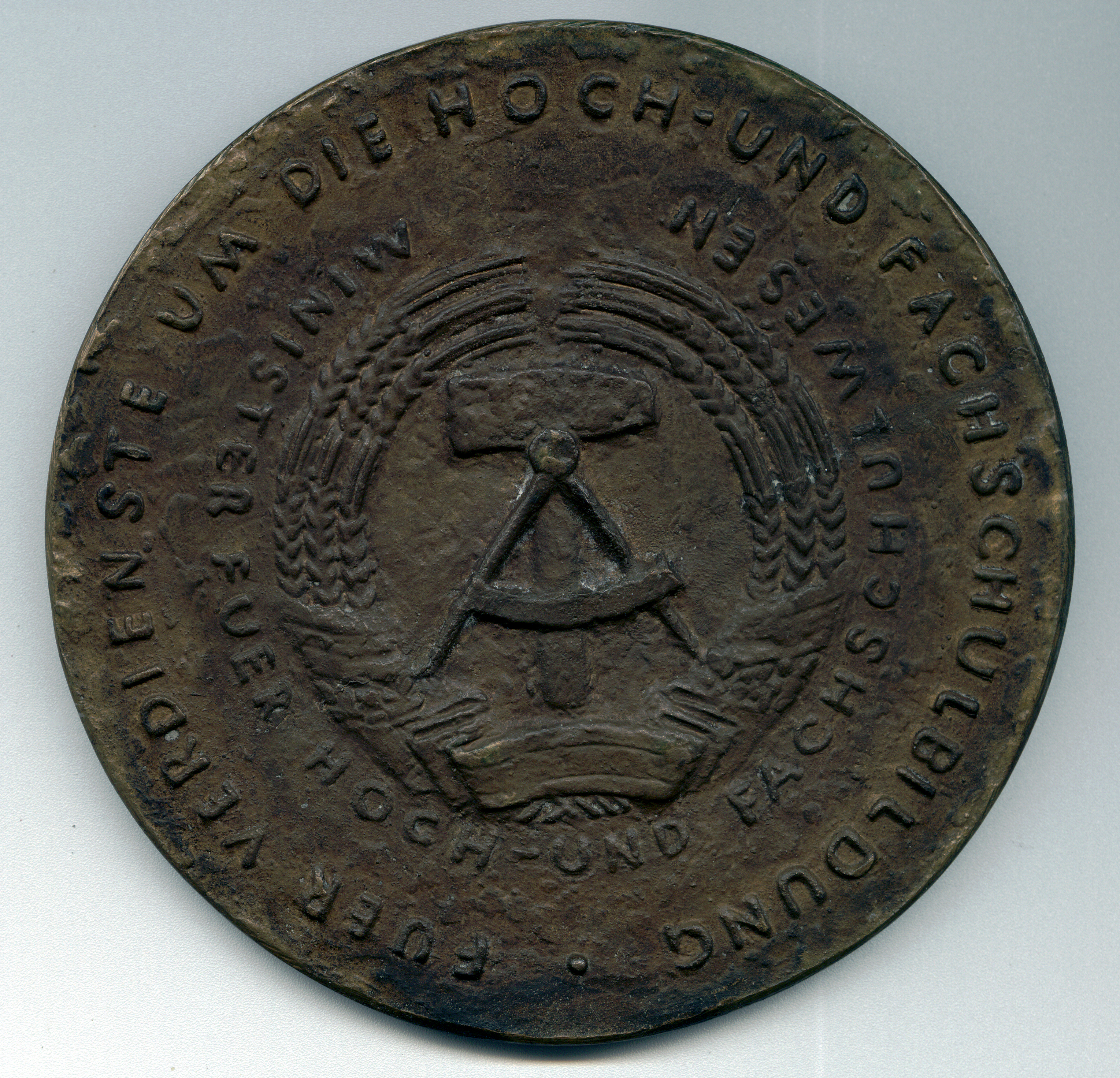

Am 31. August 1978 verlieh ihm Hans-Joachim Böhme, Minister für Hoch- und Fachschulwesen der DDR die Ehrenplakette des Ministers für Hoch- und Fachschulwesen der DDR für „Verdienste um die Hoch- und Fachschulfortbildung“.
Nach seiner Emeritierung wandte sich Wölfel der Bautechnikgeschichte zu und publizierte unter dem Lektorat von Doris Greiner-Mai vom VEB Verlag für Bauwesen zwei Monografien über die Geschichte des Wasserrads (1987) und den Wasserbau in den Alten Reichen (1990), die erfolgreich waren und als Lizenzausgaben in der Bundesrepublik Deutschland exportiert wurden. Dabei wurde das letztgenannte Buch mit Abbildungen des Grafikers Klaus Nerlich ausgestattet.
Aus Wölfels Feder erschienen in den 1990er Jahren in der Zeitschrift Bautechnik zahlreiche Berichte über die Geschichte des konstruktiven Wasserbaus und der Wasserwirtschaft, die 1997 und 1999 eine Zusammenfassung in zwei Sonderheften der genannten Zeitschrift erfuhren.

## Schriften
- Stahlbetonfertigteile im Grund- und Wasserbau. Band 1: Pfähle, Spundbohlen, Schwimmkörper, Senkkästen, Rohre, VEB Verlag für Bauwesen, Berlin 1965.
- Stahlbetonfertigteile im Grund- und Wasserbau. Band 2: Schutz von Ufer und Böschungen, Tunnel- und Stollenauskleidungen, Verkleidungs- und Schalungselemente, Fundamente, Stützmauern, Kaimauern, Molen, Anlegebrücken, Seebauten, Stauwerke, Wasserkraftanlagen, Behälter, VEB Verlag für Bauwesen, Berlin 1966.
- 25 Jahre Talsperrenbau in der DDR. In: Wissenschaftliche Zeitschrift der Hochschule für Architektur und Bauwesen Weimar 21(1974)3/4, S. 249–254.
- Erfahrungen beim Bau von Kunstspeichern für Pumpspeicherkraftwerke. In: Wissenschaftliche Zeitschrift der Hochschule für Architektur und Bauwesen Weimar 26(1979)3, S. 188–192.
- Das Wasserrad – eine historische Betrachtung, VEB Verlag für Bauwesen, Berlin 1987, ISBN 3-345-00195-0.
- Wasserbau in den Alten Reichen, VEB Verlag für Bauwesen, Berlin 1990, ISBN 3-345-00332-5.
- Brunnen, Brücken, Aquädukte: Berichte zum Bauen in der Antike, Bautechnik Spezial, Sonderheft 1997.
- Kanäle, Brücken und Zisternen: Berichte aus den antiken Kulturen Ägyptens, Mesopotamiens, Südwestarabiens, Persiens und Chinas, Bautechnik Spezial, Sonderheft 1999.
- Bautechnik im Römischen Reich. In: Mauerwerk 4(2000)6, S. 231–247.